# Hendrik Pot

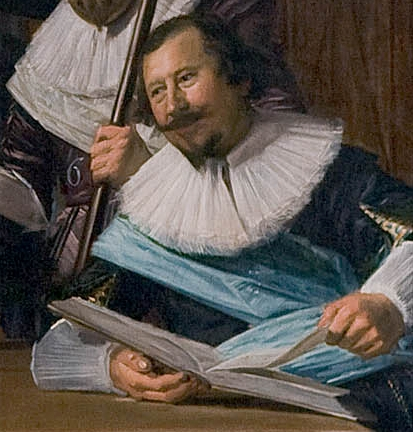
Ritratto di Hendrik Pot eseguito da Dirck Hals (dettaglio del dipinto)

Hendrik o Hendrick Gerritsz. Pot,  detto Oost-Indiën Pot (Amsterdam, 1580  o 1581 – Amsterdam, 15 ottobre 1657  (sepolto)), è stato un pittore, disegnatore e miniaturista olandese del secolo d'oro.

## Biografia

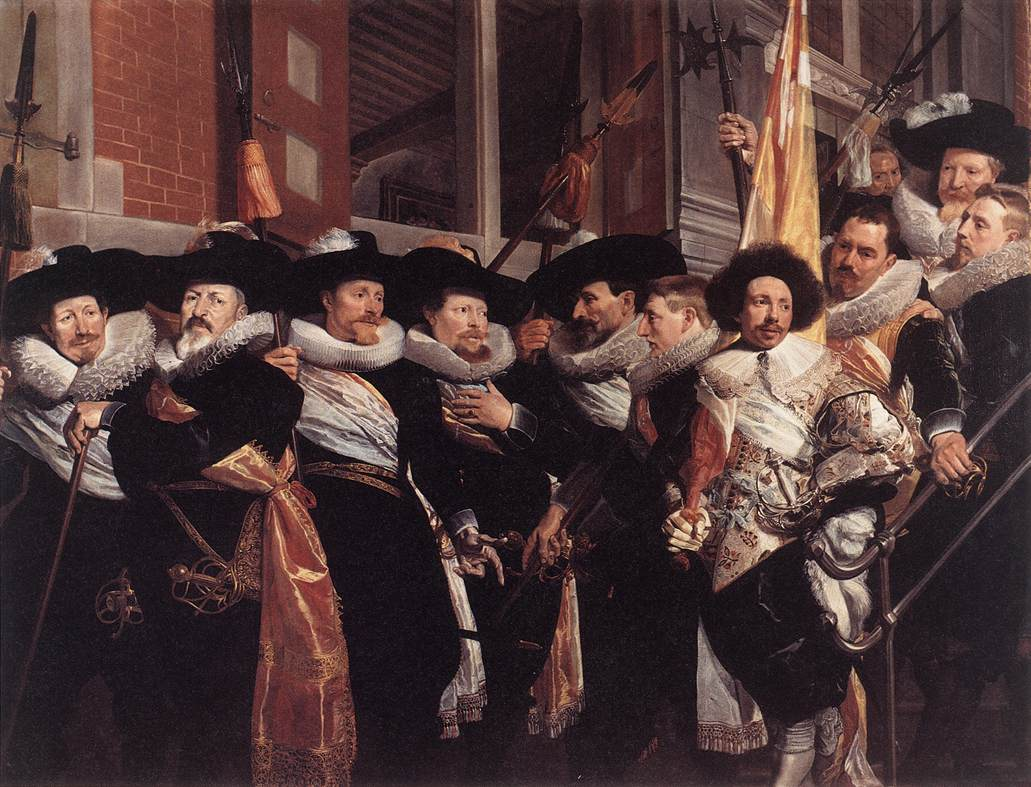
Ufficiali della Guardia civica di Sant'Adriano (1630 circa)

Allievo di Karel van Mander a Haarlem dal 1603, risultava iscritto alla locale schutterij nel 1606. Operò in questa città dal 1603 al 1650, con una pausa negli anni 1631-1632, durante i quali visse a Londra, eseguendo ritratti per la famiglia reale, tra cui quello di Carlo I, ora al Museo del Louvre. In Inghilterra ebbe probabilmente modo di conoscere Antoon van Dyck. Nel 1626, 1630 e 1632 risultava membro della Corporazione di San Luca di Haarlem, di cui fu decano nel 1626, 1630, 1634, 1635 e 1648. Nel 1650 fu di ritorno ad Amsterdam, divenendone ufficialmente cittadino il 7 giugno. Morì nel 1657 e fu sepolto il 15 ottobre nella Oudezijds Kapel.
Dipinse soprattutto soggetti di genere soprattutto sotto forma di dipinti di piccole dimensioni, nello stile di Willem Buytewech e Dirck Hals, ritratti, anche collettivi e fortemente influenzati da Dirck Hals, e nature morte, in particolare di frutta e vanitas, firmandole con il monogramma HP. Realizzò anche opere di soggetto storico, al giorno d'oggi in gran parte perdute o attribuite ad altri autori e scene di genere di grandi dimensioni ispirate ai lavori di Frans Hals. Combinò, inoltre, ritratti con scene di genere, come in Ritratto di giovane donna. Il suo stile è, per molti aspetti, caratteristico dell'ambiente artistico di Haarlem, pur presentando alcuni tratti peculiari. Nelle sue opere, gli interni sono rappresentati spogli e spaziosi e gli sfondi sono opachi e disadorni. Le figure sono realizzate generalmente a lunghezza intera, sia sedute che in piedi, e appoggiate, ad esempio ad un tavolo, in una posa formale anche se con un'espressione rilassata e cordiale.
Le sue opere influenzarono Pieter Potter.
Furono suoi allievi Willem Kalf e Palamedes.

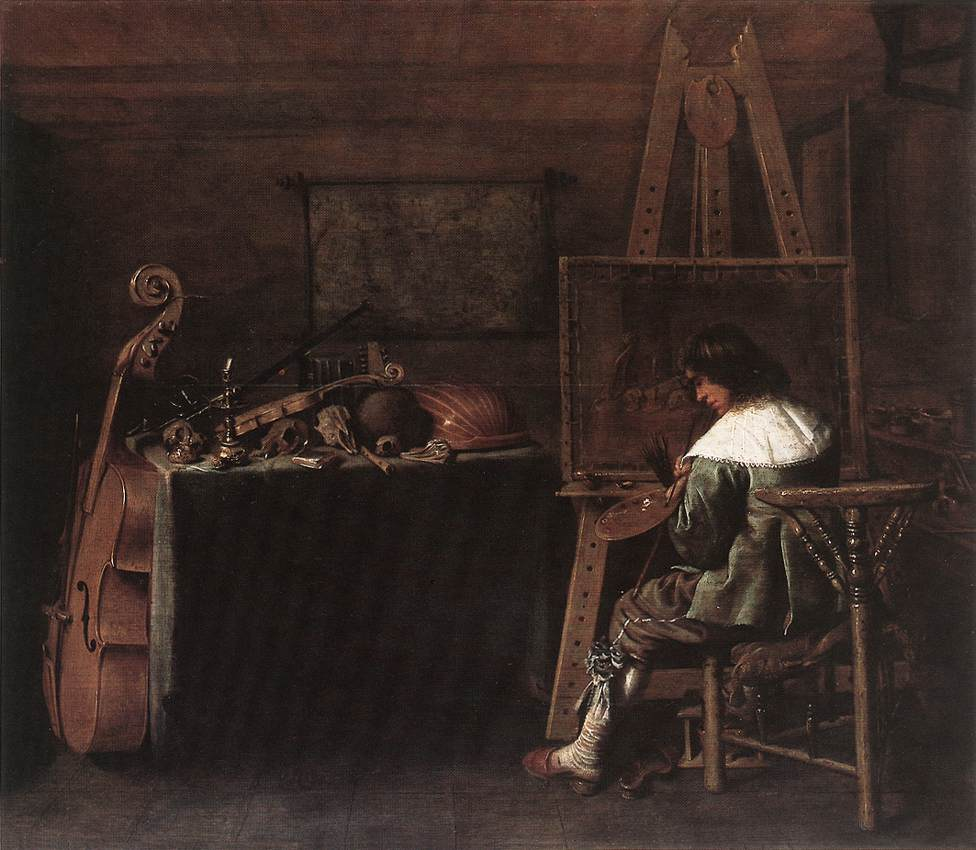
Il pittore nel suo studio (1650 circa)

## Opere
- Ufficiali della Guardia civica di Sant'Adriano, olio su tela, 214 × 276 cm, 1630, Frans Hals Museum, Haarlem
- Ritratto di Enrichetta Maria e Carlo I con il figlio Carlo, dipinto, 1632 circa, Royal Collection[7]
- Il collezionista di monete, olio su tavola, 20,3 × 40,3 cm, 1655 circa, Indianapolis Museum of Art, Indianapolis[8]
- Ritratto di Jakob van de Merckt, olio su tavola, 41,8 x 32 cm, 1628 circa[9]
- Ritratto di Petronella Witsen, olio su tavola, 41,8 x 32 cm, 1628 circa[10]
- Vanità, olio su tavola, 58 x 73 cm, 1633 circa, Frans Hals Museum, Haarlem[11]
- Allegra compagnia, olio su tavola, 36,5 x 54,6 cm, 1630-1635, Gemäldegalerie, Berlino[12]
- Glorificazione del principe Guglielmo il Taciturno, Frans Hals Museum, Haarlem[2]
- Il sacrificio d'Abramo, Magonza[2]
- Il pittore nel suo studio, olio su tavola, 42 x 48 cm, 1650 circa, Gemeentemuseum, L'Aia
- Ritratto di giovane donna, olio su tavola, 44 x 34 cm, 1635 circa, Liechtenstein Museum, Vienna[6]
- L'avaro, olio su tavola, 36 x 32,7 cm, 1640 circa, Galleria degli Uffizi, Firenze[13]